# Lijst van Belgische adelsverheffingen 1964
Personen die in 1964 werden opgenomen in de Belgische adel of een adellijke titel verwierven.

## Graaf
- Baron Gustave della Faille de Leverghem (1871-1966), de titel graaf, overdraagbaar bij eerstgeboorte.
- Baron Venemar de Fürstenberg (1933- ), de titel graaf, overdraagbaar bij eerstgeboorte.
- Baron Philippe Greindl (1926- ), de titel graaf, overdraagbaar bij eerstgeboorte.

## Baron
- Jonkheer Alexander della Faille de Leverghem (1902-1996), de titel baron, overdraagbaar bij eerstgeboorte.
- Jonkheer Gaston de Gerlache de Gomery (1919-2006), de titel baron, overdraagbaar bij eerstgeboorte.
- Baron Romain Moyersoen, titel gewijzigd van persoonlijk naar erfelijk, overdraagbaar bij eerstgeboorte.
- Jonkheer Fernand Puissant Baeyens (1892-1981), vicevoorzitter Bank van de Société Générale, de titel baron, overdraagbaar bij eerstgeboorte.
- Jonkheer Stanislas de Radzitzky d'Ostrowick (1929-2015), de titel baron, overdraagbaar bij eerstgeboorte.
- Jonkheer Charles van Yperseele de Strihou (1876-1971), luitenant-kolonel, de titel baron.

## Ridder
- Jonkheer Henri de Codt (1922-2010), titel van ridder, overdraagbaar bij eerstgeboorte.
- Albert Thys (1912-1981), erfelijke adel en de titel ridder, overdraagbaar bij eerstgeboorte.

## Jonkheer
- Henry Ernst de la Graete (1898-1972), erfelijke adel.
- Guy-Marie-Joseph de Pierpont (1914-1978), erfelijke adel.
- Jean de Pierpont (1911-1998), erfelijke adel.
- Thierry de Pierpont (1914-1999), erfelijke adel.
- René de Pierpont (1881-1968), erfelijke adel.